# Vuelo 815 de Vietnam Airlines
El vuelo 815 de Vietnam Airlines fue un accidente aéreo ocurrido a la aerolínea Vietnam Airlines en Camboya el 3 de septiembre de 1997, provocando 65 víctimas y sólo 1 persona sobrevivió, lo cual lo hace como el peor accidente dado lugar sobre el suelo camboyano. El piloto había ignorado las instrucciones del copiloto e ingeniero de vuelo y de los procedimientos de aterrizaje haciendo que el avión precipitara sobre un campo de arroz.

## Avión

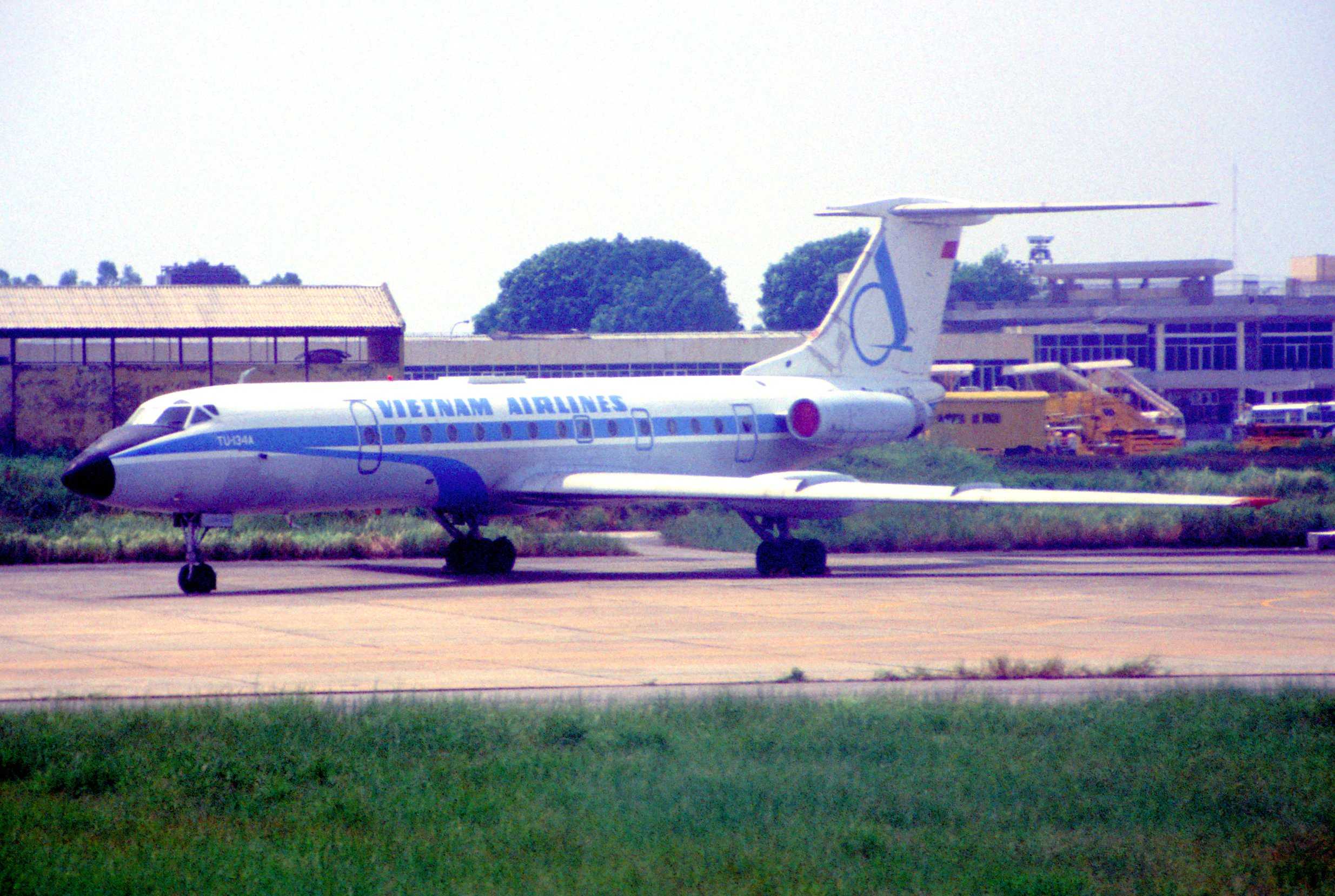
El avión involucrado en el accidente en abril de 1997.

La aeronave fue fabricada el 5 de octubre de 1984, número de registro VN-A120, número de serie 66360.

## Accidente
El vuelo 815 partió de la ciudad de Ho Chi Minh alrededor de la 1:00 de la tarde para el vuelo de 45 minutos a Phnom Penh. El avión se acercaba al aeropuerto de Phnom Penh desde el este bajo una fuerte lluvia. Según el director interino del aeropuerto y jefe del comité de investigación, Sok Sambour, se suponía que el avión volaba a 14 000 pies (4300 m) cuando comenzó su aproximación, pero estaba a 10 000 pies (3000 m) cuando alcanzó el alcance de Pochentong's Non- Baliza Direccional (NDB).
El aeropuerto anteriormente tenía un VOR / DME ubicado en la estación, pero había sido saqueado en julio anterior. [3] Debido a esto, los pilotos tuvieron que usar el NDB ubicado a 5 kilómetros (3,1 millas; 2,7 millas náuticas) al oeste para obtener una posición general del área, y tuvieron que seguir descendiendo hasta que pudieran hacer contacto visual con el aeródromo en inclemencias. clima. [4] Como resultado, la frecuencia de aterrizajes abortados había aumentado durante la temporada de lluvias. Las luces de la pista también habían sido saqueadas, pero al parecer fueron reemplazadas e iluminadas en ese momento.
Consecuencias inmediatas del accidente
Una vez dentro del alcance del NDB, el piloto pidió permiso a la torre de control para aterrizar a 5.000 pies (1.500 m). La torre de control estuvo de acuerdo, pero solicitó al piloto que le recordara a menudo a la torre de control su aproximación, debido al mal tiempo. Sin embargo, cuando el avión se acercó al aeropuerto estaba a 3000 pies (910 m) cuando el piloto volvió a pedir permiso para aterrizar, afirmando que no podía encontrar la pista. Al piloto se le dio permiso para descender a 2000 pies (610 m) y se le dijo que se mantuviera en contacto.
Después de un momento la torre de control preguntó si el piloto había encontrado la pista, a lo que el piloto respondió que no podía ver la pista. La torre de control informó entonces al piloto que la dirección del viento estaba cambiando. El piloto estaba en una aproximación este a la pista 23; la torre solicitó que el piloto se acercara a la pista 5 desde el oeste. Continuar con la aproximación este haría que el piloto intentara aterrizar a favor del viento. El piloto reconoció la solicitud y no tuvo más contacto con la torre de control.
Se podía ver otro ángulo del lugar del accidente con cuerpos cerca de los restos.
Dos minutos después, se vio que el vuelo 815 aún se acercaba desde el este. El avión siguió descendiendo hasta que estuvo a 200 pies (61 m) sobre el suelo. La grabadora de voz de la cabina(CVR) mostró en ese momento que el primer oficial, Hoang Van Dinh, le pidió al capitán, Pham Van Tieu, que se detuviera y abortara el aterrizaje, ya que aún no tenían visual de la pista. El capitán dijo que esperaría un poco. El avión descendió a 100 pies (30 m), aún sin visualizar la pista, momento en el que el primer oficial y el ingeniero de vuelo volvieron a pedirle al capitán que abortara el aterrizaje. Sin embargo, era demasiado tarde; cuatro segundos después, el ala izquierda del avión chocó contra una palmera. En ese momento no estaban alineados con la pista, habiendo virado a la izquierda por el lado militar del aeropuerto. Golpear el árbol hizo que un motor se detuviera. El ala derecha pasó rozando una casa. El avión se inclinó hacia la izquierda y golpeó el suelo a 270 kilómetros por hora (170 mph).
Testigos presenciales afirman que las llamas comenzaron a salir de la cola del avión después de que chocó contra el árbol. Un testigo afirma que vio que se abría una puerta de emergencia y podía ver a los pasajeros amontonados en la puerta, pero ninguno saltó antes de que el avión golpeara el suelo. Luego, la aeronave se deslizó 200 yardas (600 pies; 180 m) a través de varios arrozales secos antes de explotar alrededor de la 1:40 p. m.

## Otros proyectos
- Wikimedia Commons contiene imágenes u otros archivos en vuelo Vietnam Airlines 815
- Portal:aviación. Contenido relacionado con desastres.

- Datos: Q846291
- Multimedia: Vietnam Airlines Flight 815 / Q846291